# Panettone
Panettone – tradycyjny bożonarodzeniowy włoski słodki chlebek drożdżowy z rodzynkami i kandyzowaną pomarańczą; szczególny rodzaj babki drożdżowej.

## Historia

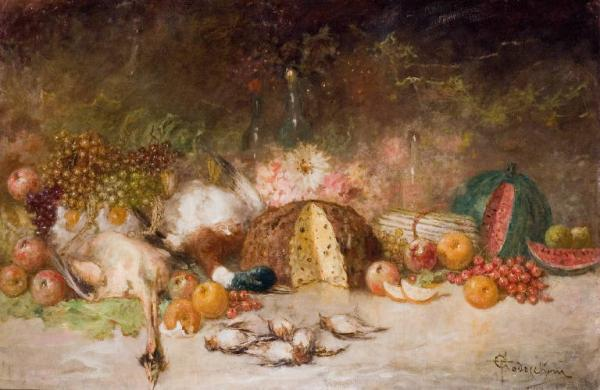
Martwa natura z panettone, Giovanni Battista Todeschini

Panettone ma stary rodowód. Istnieje wiele teorii i legend na temat jego pochodzenia.
W średniowieczu pszenny chleb, wzbogacony w masło, jaja, cukier, rodzynki i owoce kandyzowane, wypiekany dla ubogich wyłącznie w okresie świąt Bożego Narodzenia, nosił nazwę pan di tono.
Przyjmuje się, że panettone pochodzi z Mediolanu. Według XV-wiecznej legendy, zamożny i dobrze urodzony młody mediolańczyk zakochał się w córce ubogiego piekarza o imieniu Tony, którą pragnął poślubić. Dał jej ojcu środki na zakup mąki pszennej, jaj, masła, rodzynek oraz kandyzowanej skórki cytryny i pomarańczy, a ten wypiekł chleb pan di Tonio, który zasmakował klientom i przyniósł piekarzowi rozgłos i majątek, zaś jego darczyńca otrzymał pozwolenie na poślubienie jego córki.
Pierwsza wzmianka o „dużym chlebku zwykle wypiekanym na Boże Narodzenie”, o nazwie podobnej do dzisiejszej i brzmiącej panaton, pochodzi sprzed 1606 roku ze słownika etymologicznego terminów mediolańskich Varon milanes. Z biegiem czasu pisownia się zmieniła, ale składniki i przepis pozostały bez zmian (ciasto chlebowe poddawane długiemu czasowi wyrastania oraz składniki: masło, jaja, cukier i rodzynki), podobnie jak charakterystyczne nacięcie w kształcie migdała na górnej powierzchni.

## Charakterystyka
Panettone jest miękkim i delikatnym, aromatyzowanym wanilią i olejkiem pomarańczowym, słodkim wypiekiem drożdżowym w stylu brioche z dodatkiem rodzynek oraz kandyzowanej skórki cytryny i pomarańczy. Charakteryzuje się długim okresem przydatności do spożycia. Jest pakowany w ozdobne kartonowe pudełka. Oprócz klasycznego panettone wypiekane są różne inne wersje, np. z czekoladą i orzechami laskowymi czy migdałami. W polskiej literaturze kulinarnej definiowany jako szczególny rodzaj babki drożdżowej.

## Popularność

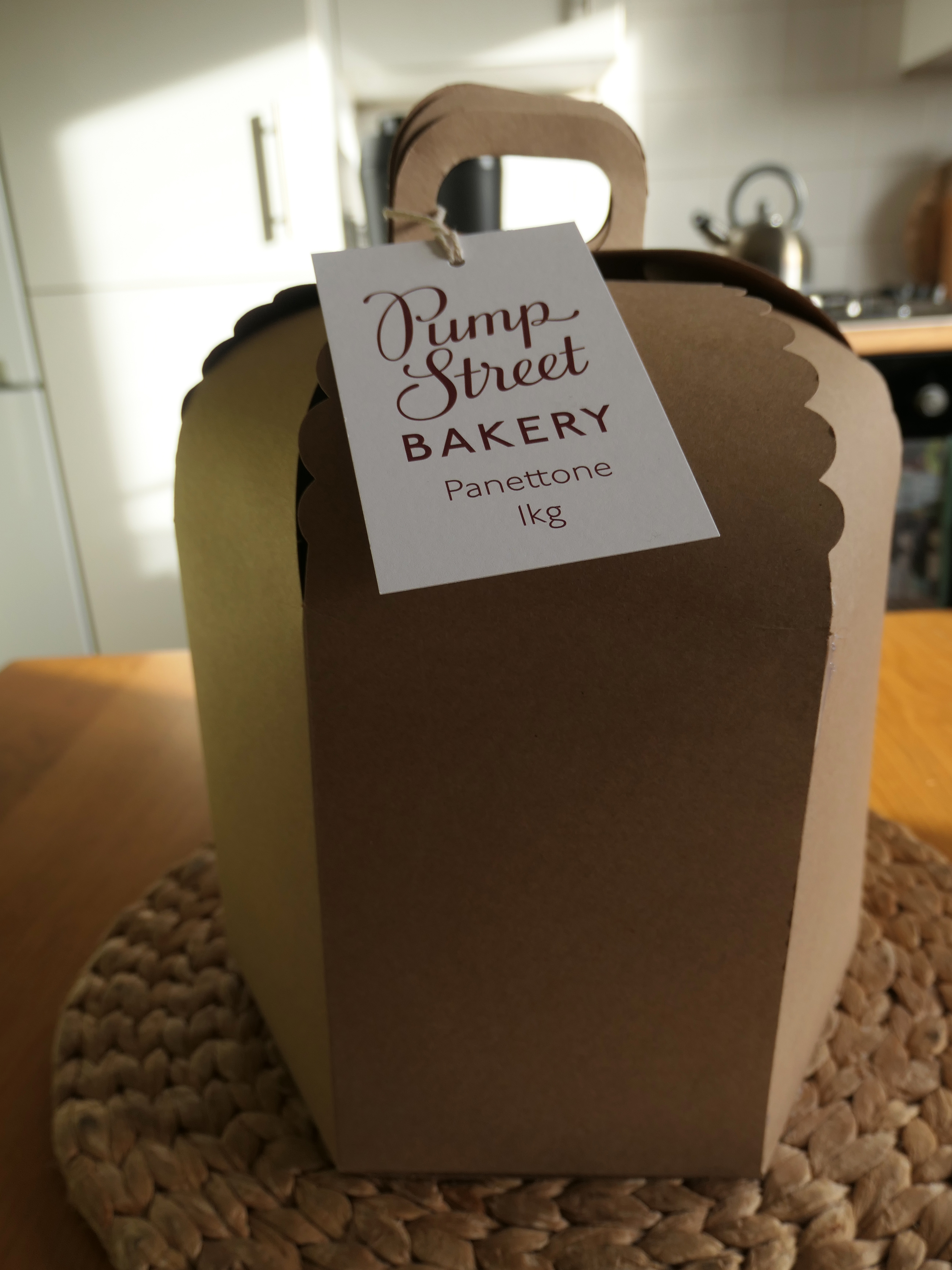
Panettone w pudełku

Z biegiem czasu wypiek stał się charakterystyczny dla całej kuchni włoskiej. Tradycyjnie jest spożywany w okresie Bożego Narodzenia i Nowego Roku. Dzięki eksportowi z Włoch, głównie dla klientów pochodzenia włoskiego, zyskał popularność na całym świecie i współcześnie jest jedzony w ciągu całego roku. Ewoluował do symbolu Włoch i świąt Bożego Narodzenia.
Innym popularnym bożonarodzeniowym włoskim ciastem jest pandoro.

## Produkcja ciasta
Ciasto może być wytwarzane ręcznie lub przemysłowo. Proces produkcji jest długi (trwa ponad 12 godzin) i skomplikowany, zwykle dwu- lub trzy etapowy, wynikający z konieczności wielokrotnego zagniatania i długiej fermentacji, w której główną rolę odgrywają drożdże i bakterie mlekowe. Wymaga użycia mąki o wysokiej zawartości białka (≥ 12%) oraz naturalnych drożdży. W trakcie przygotowania ciasto nabiera specyficznej konsystencji. Jest bogate w żółtka i nie zawiera białek jaj, przez co jest delikatne i porowate. Piecze się je w naczyniach przeznaczonych wyłącznie dla panettone lub papierowych formach, choć można też wykorzystać naczynia ceramiczne (duże kokilki) czy podłużnie żebrowane garnki do wypieku brioche.
Tuż przed pieczeniem za pomocą ostrego nożyka wycina się w specjalny sposób górną powierzchnię gotowego surowego ciasta umieszczonego w foremce. Najpierw powierzchnia ciasta jest krojona na krzyż. Następnie każdy z czterech płatów jest odciągany i krojony tuż pod skórką, w celu oddzielenia od reszty ciasta, po czym każdy płat jest ostrożnie kładziony z powrotem na powierzchni z zachowaniem odstępów między płatami. Zastosowanie techniki krojenia skórki ciasta tuż pod powierzchnią, nazywane w języku włoskim scalpare, pozwala osiągnąć maksymalną objętość po umieszczeniu w piekarniku.
Produkcja i sprzedaż panettone mają znaczenie ekonomiczne w gospodarce włoskiej.

## Kształt
Panettone ma charakterystyczny kształt wysokiej kopuły, który zawdzięcza formie do pieczenia zastosowanej po raz pierwszy przez przedsiębiorstwo Angelo Motta Company w latach 20. XX wieku. W przeszłości panettone było niższe.

## Podawanie
Panettone podaje się pokrojone na długie pionowe kawałki. Można spożywać je razem z kremem z serka mascarpone lub z zabaglione oraz z ciepłymi napojami (kawą lub cappuccino na śniadanie i herbatą w południe), a także podawać wieczorem do słodkich win. W supermarketach dostępny jest przemysłowo wyprodukowany panettone różnych producentów, tj. Motta, Maina, Vergani, COOP, Galup, Tre Marie, Balocco, Duca Moscati, Paluani, COVA – Giovanni Cova & C. czy Bauli.

## Literatura
Panettone odgrywa główną rolę w opowiadaniu Giuseppe Tomasi di Lampedusy pod tytułem Radość i prawo (wł. La gioia e la legge lub Il Panettone). Akcja tej bożonarodzeniowej opowieści rozgrywa się na początku lat 50. XX wieku w Mediolanie tuż przed świętami. Ubogi urzędnik Girolamo otrzymuje w nagrodę w biurze siedmiokilowy, pięknie opakowany panettone. Sprawia mu ogromną radość myśl, że będzie mógł wraz z rodziną rozkoszować się podarunkiem przez wiele dni, jednak jego żona Maria decyduje inaczej. Kierując się prawem honoru i wpojonymi jej normami zachowania społecznego, przeznacza olbrzymi panettone na prezent dla mecenasa Rismy jako rewanż za obiad, na który ich zaprosił do swojego domu dwa lata wcześniej. W tym krótkim opowiadaniu z elementami ironii i delikatnego humoru di Lampedusa zawarł dylemat moralny. Pokazał, jak przestrzeganie kodeksu honoru wpłynęło na losy rodziny i odebrało jej prawo do doświadczenia drobnych radości. Jest to smutna i pełna współczucia historia, bardzo odmienna od innych utworów di Lampedusy.